# NukeZone
NukeZone was een online op tekst gebaseerd strategiespel dat in de webbrowser gespeeld kon worden. De bedoeling van het spel was een eigen militaire basis op te bouwen. Het spel wordt gespeeld in ronden van ongeveer 3 maanden waarna de statistieken werden gewist en iedereen opnieuw begon.

## Doel van het spel
Er zijn verschillende doelen in het spel en de speler kan zelf beslissen wat hij/zij wil doen:
- De speler kan bij een clan gaan en voor de hoogste nettowaarde (networth) spelen met je hele clan. Dit is mogelijk door het vermeerderen van het leger, gebouwen, en land. Dit wordt een Networth Clan genoemd.
- De speler kan bij een clan gaan en de meeste punten proberen te halen met de hele clan. Dit is mogelijk door de oorlog te verklaren aan een andere clan en ze aan te vallen. Door die aanvallen kan de clan punten verdienen. Dit wordt een Points Clan genoemd.
- Ook bestaat de mogelijkheid om met een clan te proberen zowel veel punten te halen als een hoge nettowaarde te bereiken. Aan clans die goed presteren op beide terreinen worden zogenaamde combo-points toegekend en een clan kan dus proberen om de meeste combo-points te halen.
- De speler kan voor een medaille gaan (deze worden uitgereikt op het einde van de ronde):
  - Medal of Development: De eerste die de $2,500,000 nettowaarde bereikt en dat houdt voor 48 uur
  - Medal of Superiority: De eerste die 2500 clan points kan bemachtigen
  - Medal of Accomplishment: Krijgt de speler automatisch wanneer deze de Medal of Superiority en Medal of Honor heeft
  - Medal of Honor: Meeste individuele clanpunten behaald
  - Medal of Growth: Hoogste individuele nettowaarde
  - Medal of Death: Meeste provinces vernietigd tijdens clanoorlogen
  - Medal of Earth: Het meeste land
  - Medal of Courage: De meeste aanvallen uitgevoerd
  - Medal of Misery: De meeste aanvallen tegen je gehad (bestaat niet meer)
  - Medal of Thievery: Het meeste geld gestolen
  - Medal of Knowledge: Het snelst alle ontwikkelingen (researches) behaald (bestaat niet meer)
  - Medal of Mass Destruction: Het meeste networth damage gedaan via missiles (Tomahawks tellen hierbij niet mee)

- De speler kan ook spelen voor het plezier zonder een specifiek doel

## Karakteristieken
NukeZone is een van de grootste online text-based spellen verkrijgbaar. Het is mogelijk gratis te spelen of tegen betaling een Gold User te worden. Een Gold User heeft enkele voordelen in vergelijking met spelers die geen Gold User zijn. Deze voordelen geven echter geen oneerlijke voorsprong ten opzichte van de niet-betalende spelers. Voordelen zijn bijvoorbeeld andere kleurschema's, een eigen forum en een avatar.
NukeZone is ook een virtuele gemeenschap.
Nukezone is gestopt in november 2014. Een community spin-off is nog steeds online: Assault.Online.

## Speed Round
Sinds het begin van 2008 is een alternatieve versie van NukeZone beschikbaar, namelijk de zogenaamde Speed Round. De Speed Round is in essentie hetzelfde als het gewone NukeZone, alleen duren de ronden slechts ongeveer zeven dagen. Daarnaast zijn er enige afwijkende regels en zijn er een aantal andere militaire eenheden beschikbaar.

## Elite Round
Een Elite round is ontstaan bij de Community Scores. Vanaf dat iemand level 9 behaald heeft in de Community Scores kan deze een Elite ronde organiseren. De persoon die level 9 behaald heeft kan bij deze 'elite ronde' 200 mensen uitnodigen, al dan niet NukeZone spelers. Deze speler kan ook verschillende instellingen bepalen voordat desbetreffende ronde start.